# Levente Balogh
Levente Balogh (maďarsky Balogh Levente; * 28. březen 1969, Kecskemét) je maďarský investor, judista, podnikatel, zakladatel a majitel firmy Szentkirályi Magyarország. V roce 2018 jej magazín Forbes zařadil na 46. místo v žebříčku 100 nejbohatších lidí v Maďarsku.

## Biografie
Narodil se roku 1969 ve městě Kecskemét v tehdejší Maďarské lidové republice. Středoškolská studia absolvoval na Střední odborné škole potravinářské Miklóse Toldiho (Toldi Miklós Élelmiszeripari Szakközépiskola) ve městě Nagykőrös. Měl před sebou slibnou sportovní kariéru, jelikož byl sedmnáctinásobným vítězem maďarského poháru v judu. V roce 1990  získal vysokoškolskou kvalifikaci technologa konzervace potravin a začal pracovat ve firmě svého otce, kterou od něj v roku 2003 koupil a začal budovat firmu Szentkirályi Magyarország.

### Soukromý život
Je ženatý, má čtyři děti.
Jeho koníčky jsou bojové sporty (především judo), jízda na koni a tenis.

## Televizní role
- RTL: Cápák között (od roku 2019)[1]
- RTL: Az álommeló (od roku 2023)[1]

## Ocenění
- Ocenění Aqua Euascar za nejlepší minerální vodu na světě (2004)[1]
- Podnikatel roku / Az Év Vállalkozója (2011)[1][2]

## Publikace
- A Szentkirályi-titok - Magyar siker a multik világában. Szentkirály: Szentkirályi Ásványvíz Kft., 2011. 200 s. ISBN 9789630814485. (maďarsky)